# Katsuya Iwatake
Katsuya Iwatake (岩武 克弥 Iwatake Katsuya?, Ōita, Ōita, 4 de junio de 1996) es un futbolista japonés que juega de defensa en el Yokohama FC de la J1 League.

## Trayectoria

### Clubes
| Club         | País  | Año       |
| ------------ | ----- | --------- |
| Oita Trinita | Japón | 2014      |
| Urawa Reds   | Japón | 2019-2020 |
| Yokohama FC  | Japón | 2021-     |